# Tetrameres tarapungae
Tetrameres tarapungae är en rundmaskart som beskrevs av Clark 1978. Tetrameres tarapungae ingår i släktet Tetrameres och familjen Habronematidae. Inga underarter finns listade i Catalogue of Life.